# Arhiva Electronică de Garanții Mobiliare
Arhiva Electronică de Garanții Mobiliare reprezintă o bază de date unică la nivel național, care asigură înscrierea garanțiilor reale mobiliare și a celorlalte acte juridice prevăzute de art.2 din Titlul VI al Legii nr.99/1999 art.2 din Titlul VI al Legii nr.99/1999  privind unele măsuri pentru accelerarea reformei economice, precum și accesul liber la informațiile înscrise cu privire la avizele de garanție.
Orice creditor garantat care, în scopul obținerii unui rang de prioritate, dorește să facă publică existența unei garanții reale asupra unui bun, potrivit dispozițiilor Titlului VI din Legea nr.99/1999, trebuie să completeze un formular de aviz de garanție pe suport de hârtie, ori în format electronic, și să-l depună, respectiv să-l transmită, unui operator/agent autorizat al Arhivei.
Arhiva Electornica de Garantii Reale Mobiliare (AEGRM) este un registru informatizat, care a fost organizat intr-o baza unica de date prin intermediul careia se face publicitatea contractelor de garantie asupra bunurilor mobile, incheiate intre banci si titularii de credite bancare, a contractelor de leasing sau  a altor operatiuni juridice prevazute de lege.
Cei ce au drept de operator in aergm sunt cabinetele de avocatura , birourile notariale sau alti operatori autorizati de catre Ministerul Justitiei.